# Epilobium staintonii
Epilobium staintonii är en dunörtsväxtart som beskrevs av John Earle Raven. Epilobium staintonii ingår i släktet dunörter, och familjen dunörtsväxter. Inga underarter finns listade i Catalogue of Life.